# São Francisco Recebendo os Estigmas (van Eyck)
São Francisco de Assis Recebendo os Estigmas é o nome dado a duas pinturas não concluídas e assinadas por volta de 1428-1432 que os historiadores de arte geralmente atribuem ao artista flamengo Jan van Eyck.